# Polygrammodes obscuridiscalis
Polygrammodes obscuridiscalis là một loài bướm đêm trong họ Crambidae.